# Kennet Andersson
Bernt Kennet Andersson (Eskilstuna, 6 de outubro de 1967) é um ex-futebolista sueco que atuava como centroavante.

## Carreira
Considerado um dos melhores atacantes de sua geração e notabilizado por sua destreza em jogadas aéreas, devido à altura (1,93 m), Andersson iniciou a carreira de jogador em 1985, no IFK Eskilstuna, onde jogou 76 partidas e marcou 20 gols em três temporadas pelo clube de sua cidade natal, que na época disputava a terceira divisão nacional. Em 1989, foi para o tradicional IFK Göteborg, conquistando três títulos pela equipe, pela qual atuou até 1991, com 63 jogos e 29 gols marcados. Conquistou ainda o bicampeonato nacional e foi artilheiro da Campeonato Sueco de 1991, com 13 gols.
Seu desempenho pela equipe, bicampeã da Copa da UEFA (atual Liga Europa) chamou a atenção do KV Mechelen, porém não foi bem-sucedido no futebol da Bélgica, tendo marcado oito gols em 33 partidas — entre 1993 e 1994, jogou por empréstimo por IFK Norrköping e Lille. Na França, Andersson defendeu também o Caen por um ano, mas não conseguiu evitar o rebaixamento do clube da Bretanha à Ligue 2, apesar de seus nove gols em 31 partidas.

### Trajetória no futebol italiano
Curiosamente, a queda com o Caen foi o ponto de virada na carreira clubística de Kneten (apelido do centroavante), que assinou com o Bari, iniciando uma trajetória de cinco temporadas na Itália. No clube da Apúlia, reencontrou seu então companheiro de Seleção Sueca, Klas Ingesson, formando uma perigosa dupla de ataque com Igor Protti, responsável por 36 dos 49 gols da agremiação na temporada 1995–96. Apesar do oitavo melhor ataque, o Bari caiu para a Serie B devido aos problemas de sua defesa, que levou 71 gols.
Sua melhor fase em território italiano foi com o Bologna, onde chegou em 1996. Ao lado de Igor Kolyvanov, Andersson se destacou ao marcar 11 gols na temporada, ficando atrás do russo, que marcou 12 vezes. Além de Kolyvanov, outros três jogadores da Seleção Sueca integravam o elenco — Daniel Andersson, Patrik Andersson (os três não possuem parentesco, embora Daniel e Patrik sejam irmãos) e Teddy Lučić. Na temporada 1997–98, com o reforço do consagrado Roberto Baggio, o desempenho de Kenettone (como é conhecido na Itália) melhorou, com 12 bolas nas redes adversárias. Já na temporada 1998–99, sem Baggio no elenco, Andersson marcou apenas seis gols na temporada.
Contratado pela Lazio em 1999, foi campeão da Supercopa da UEFA, porém disputou apenas dois jogos pelo Campeonato Italiano. O centroavante foi repatriado pelo Bologna em outubro do mesmo ano, encerrando a segunda passagem pelos Rossoblù em 2000.

### Aposentadoria e retorno aos gramados
Depois de 149 partidas e 46 gols na Itália, Andersson assinou com o Fenerbahçe, pelo qual foi campeão turco na temporada 2000–01. Aos 34 anos de idade, o centroavante se aposentou pela primeira vez em 2002.
Voltaria aos gramados em 2005 para defender o Gårda, equipe semi-amadora da quinta divisão nacional, onde fez 14 gols em 18 partidas, antes de encerrar definitivamente a carreira de jogador, aos 38 anos. Entre 2018 e 2020, foi consultor de disciplina, diretor esportivo e consultor técnico do IFK Göteborg.

## Seleção Sueca
Com passagem pelas equipes de base da Seleção Sueca, Andersson estreou em fevereiro de 1990, contra os Emirados Árabes, mas não foi convocado para a Copa do Mundo de 1990. A ausência do centroavante fez falta aos nórdicos, que caíram na primeira fase da competição, com três derrotas.
A primeira competição que disputou foi a Eurocopa de 1992, disputada em seu país. No torneio, marcou dois gols, contra França (na primeira fase) e Alemanha (na semifinal).
Destacou-se na Copa do Mundo de 1994 (única de sua carreira) ao marcar cinco gols na competição, entre eles o que abriu o placar na partida contra o Brasil, ao encobrir Taffarel, e o que empatou o jogo frente à Romênia, aproveitando saída errada de Florin Prunea. Marcou ainda contra Arábia Saudita (duas vezes) e Bulgária, na decisão do terceiro lugar. Não conseguiu classificar a Suécia para a Eurocopa de 1996 nem para a Copa de 1998, embora tivesse deixado sua marca durante as Eliminatórias para os dois torneios.
Participou também da Eurocopa de 2000, mas, com um time já veterano (dos 22 atletas convocados, 8 eram remanescentes da Copa de 1994) não repetiu o desempenho da Copa de 1994 e amargou a eliminação na fase de grupos. O último jogo de Andersson pela Seleção foi contra a Eslováquia, em outubro do mesmo ano, pelas Eliminatórias da Copa de 2002, a qual nem chegou a ser lembrado.
Em uma década vestindo a camisa sueca, o centroavante marcou 31 gols em 83 partidas.

## Títulos
IFK Göteborg
- Campeonato Sueco: 1990 e 1991
- Copa da Suécia: 1990–91

Bologna
- Copa Intertoto da UEFA: 1998

Lazio
- Supercopa da UEFA: 1999

Fenerbahçe
- Campeonato Turco: 2000–01

### Prêmios individuais
- Artilheiro do Campeonato Sueco: 1991
- Chuteira de Bronze da Copa do Mundo FIFA: 1994